# Beto Tasi
Beto Tasi (Betotasi, tetum, in etwa „Beto am Meer“) ist eine osttimoresische Aldeia im Suco Madohi (Verwaltungsamt Dom Aleixo, Gemeinde Dili). 2015 lebten in der Aldeia 1510 Menschen.

## Geographie
Beto Tasi liegt an der Straße von Ombai, westlich der Mündung des Rio Comoro. Die Grenze nach Süden wird durch die Start- und Landebahn des Flughafens Presidente Nicolau Lobato markiert. Südlich davon befinden sich die Aldeias Terra Santa, Anin Fuic, Loro Matan Beto Leste und Naroman Beto Leste. Jenseits des Rio Comoros liegt im Osten der Suco Bebonuk. Entlang der Küste dehnt sich der Praia Lusitana aus. Das Wohnviertel Marinir liegt im Nordosten von Beto Tasi.

## Einrichtungen
Der Flughafen Presidente Nicolau Lobato ist der wichtigste Passagierflughafen des Landes. In Marinir befindet sich die Grundschule Marinir und die Kapelle Marinir.